# Generic Access Network
Pour les articles homonymes, voir GAN et UMA.
Generic Access Network (GAN) aussi connu commercialement sous le nom Unlicensed Mobile Access (UMA) ou Wi-Fi calling est une technique de téléphonie mobile qui a pour objectif de compléter la couche physique des réseaux mobiles GSM, GPRS ou UMTS par l'utilisation de la technologie Wi-Fi sur les bandes de fréquences libres d'utilisation (dites bandes ISM), notamment celle des 2,4 GHz, utilisée aussi par le Bluetooth.
Elle a été développée au début des années 2000 par un consortium d'entreprises nommé UMAC comprenant entre autres Alcatel, Cingular, Ericsson, Motorola, Nokia, Nortel, Siemens, T-Mobile et Kineto Wireless. Elle a notamment été utilisée par Orange de 2006 à 2012 pour son offre Unik qui permettait via des téléphones mobiles spécifiques de passer aussi un appel en mode Voix sur IP via les réseaux Wi-Fi. 
L'objectif ultime de l'UMA est de faire converger les protocoles de communications des téléphones mobiles, fixes et informatiques.

## Fonctionnement
Sur le réseau GSM, le téléphone mobile communique avec un relais GSM, ce dernier est connecté à un contrôleur, lui-même relié aux serveurs composant le cœur du réseau de téléphonie. 
Avec l’UMA, quand le téléphone mobile détecte un point d'accès Wi-Fi auquel il peut se connecter, il établit une connexion IPSEC sécurisée à travers une passerelle vers un « UMA Controller » (ou GANC, GAN Controller). L'authentification sur le point d'accès IPSEC est effectué au travers de IKEv2 et EAP-SIM en utilisant le secret stocké dans la SIM de l'abonné. Le mobile reçoit une adresse IP dans le réseau interne UMA, et encapsule le protocole GSM dans IP (tcp/14001 pour la signalisation, UDP pour le transport de la voix sur RTP et le trafic GPRS). 
L'UMA Controller désencapsule le trafic et le fait suivre vers le réseau GSM, faisant apparaître l'appel mobile comme provenant d’un relais GSM.
Par conséquent quand un utilisateur passe d’un réseau GSM vers un réseau WiFi, le cœur du réseau téléphonique considère simplement que le mobile a changé de relais GSM, comme pour un handover GSM classique. Il n’y a donc pas de coupure de communication alors que l’on passe d’un média GSM à un média Wi-Fi ou bluetooth. De la même manière, lorsque l'utilisateur sort du périmètre de couverture du réseau Wi-Fi, ses communications basculent vers le réseau GSM sans coupure.
UMA a été développé par le consortium UMA (UMAC) et fait partie des normes 3GPP (3rd Generation Partnership Project).

## Objectifs principaux
Les objectifs principaux de l’UMA étaient :

Pour l'utilisateur
- Permettre d’utiliser des services mobiles voix et data (y compris SMS et MMS) par l’intermédiaire de réseaux sans fil (wireless).
- Permettre aux utilisateurs d'avoir la même identité sur les réseaux GSM ou wireless.
- Permettre la transition sans coupure entre des réseaux GSM et des réseaux wireless.
- Être indépendant de la technique sans fil utilisée (Wi-Fi, Bluetooth).

Pour l'opérateur
- Couvrir les zones de cécité du réseau GSM (intérieur de bâtiment, souterrain, ...) à moindre coût.
- Continuer d'utiliser les mêmes équipements, et les mêmes méthodes d'authentification et de facturation que dans un réseau GSM.
- Fidéliser ses consommateurs.

## Offre commerciale
En France, France Télécom / Orange a ouvert son service “Unik” à l'automne 2006 et a annoncé la disponibilité du service dans d'autres pays. Orange voulait ainsi être un leader mondial de la convergence fixe-mobile et était avec l'allemand T-mobile l'un des deux plus gros promoteurs des solutions UMA. L'offre Unik d'Orange était toutefois restreinte dans deux domaines : elle ne fonctionnait que sur les réseaux WiFi d'Orange (hotspot public ou Livebox) et le handover ne pouvait s'effectuer que dans le sens WiFi vers GSM/UMTS. Le 12 septembre 2012. Orange a arrêté son offre Unik.
Au Canada, FIDO (Rogers) a ouvert son service UNO, en mai 2008, ceci coïncidait avec l'arrivée imminente de l'iPhone chez FiDO/Rogers.
Globalement, UMA a été un échec commercial faute d'adhésion du public et des fabricants de terminaux mobiles. Mais il a eu un successeur au milieu des années 2010 avec la VoWiFi (Voice over WiFi) qui est désormais (en 2020) disponible sur la plupart des smartphones moyen/haut de gamme et chez presque tous les opérateurs mobiles.